# Pure Soul
Pure Soul – piąty album japońskiego zespołu Glay wydany 29 lipca 1998 roku przez PolyGram, Mustard/Unlimited records.

## Lista utworów
1. You May Dream - 5:15
2. Biribiri Crashmen (jap. ビリビリクラッシュメン) - 4:33
3. May Fair - 4:58
4. Soul Love - 4:30
5. Deatte Shimatta Futari (jap. 出会ってしまった２人) - 3:56
6. Pure Soul - 6:24
7. Yuuwaku (jap. 誘惑) - 4:16
8. Come On!! - 3:23
9. FriedChicken & Beer - 4:37
10. 3 Years Later (jap. ３年後) - 7:33
11. I'm in Love - 6:28